# フィラデルフィアロール

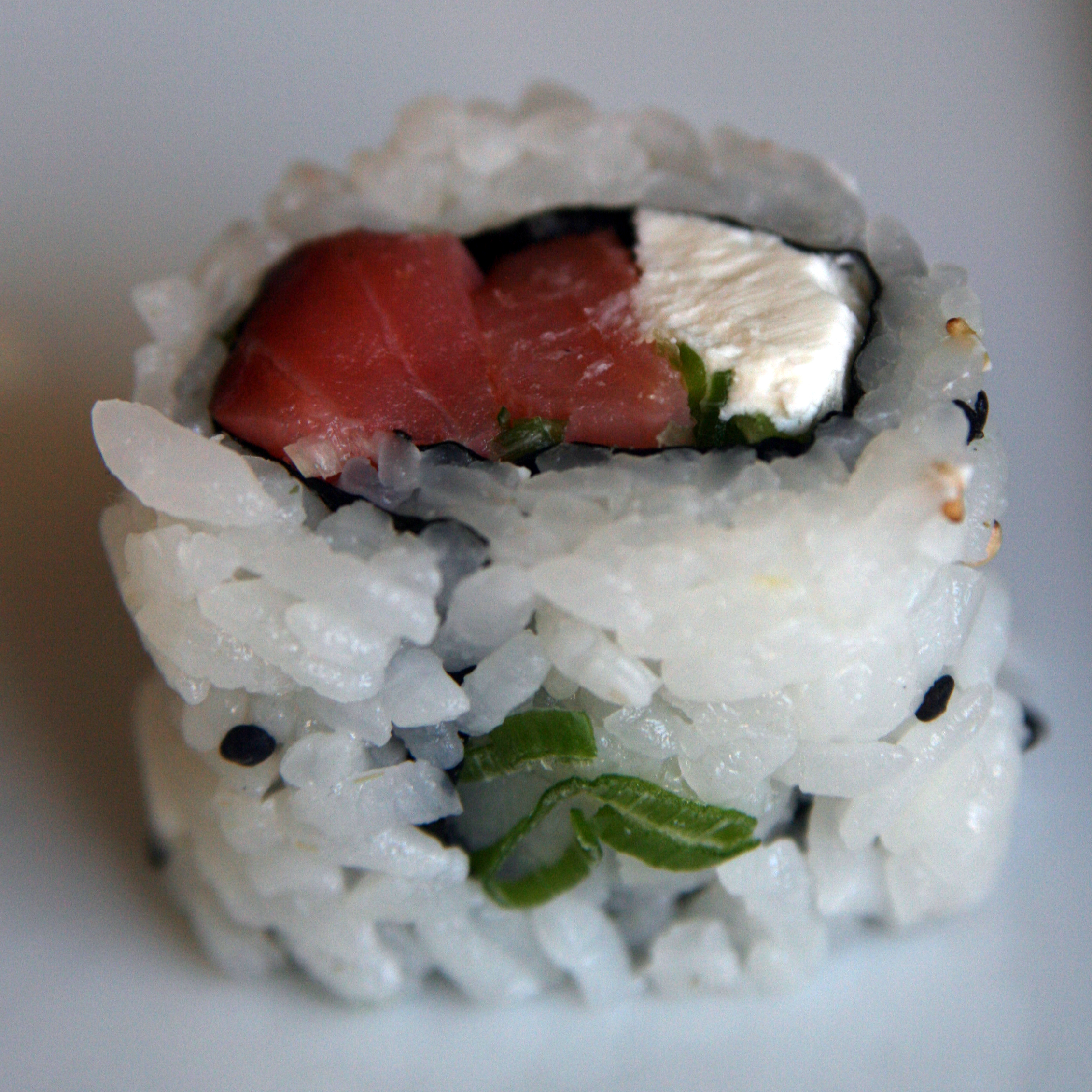
フィラデルフィアロール

フィラデルフィアロール (英: Philadelphia Roll) は、アメリカ合衆国発祥の巻き寿司の一種。
ベーグル・アンド・ロックスの寿司版で、スモークサーモンとフィラデルフィア・クリームチーズ（クラフトフーヅ社）を海苔巻きにするのが基本である。しかし、実際には、生サーモンや他社のクリームチーズを使用する場合でもこう呼ばれることが多く、裏巻きにした海苔巻きの外側にさらにサーモンを巻くなどのバリエーションがある。
きゅうり（またはアボカド）、ネギ（または玉ネギ）などを加える場合もある。
名称の由来は、上述の通りフィラデルフィア・クリームチーズを使用したことに因っており、ペンシルベニア州フィラデルフィアとは直接関係がない。同じく地名を冠する合衆国発祥のカリフォルニアロールはカリフォルニア州発祥の巻き寿司である。